# 착빙
착빙(着氷, accretion)은 대기과학에서 얼음 결정이나 눈송이가 과냉각된 물방울을 건드려 한 덩어리로 얼어붙는 과정이다. 이 과정에서 입자의 크기가 커진다. 싸락눈이 착빙의 결과 내리는 것이다.